# Concacaf Nations League A 2022/2023
Concacaf Nations League A 2022/2023 spelades mellan 2 juni och 28 mars 2023 med slutspelet i juni 2023.

## Nationer
- Costa Rica
- Curaçao
- El Salvador
- Grenada
- Honduras
- Jamaica
- Kanada
- Martinique
- Mexiko
- Panama
- Surinam
- USA

## Grupper

### Grupp A
| Nr | Lag     | S | V | O | F | GM | IM | MS | P |
| -- | ------- | - | - | - | - | -- | -- | -- | - |
| 1  | Mexiko  | 4 | 2 | 2 | 0 | 8  | 3  | +5 | 8 |
| 2  | Jamaica | 4 | 1 | 3 | 0 | 7  | 5  | +2 | 6 |
| 3  | Surinam | 4 | 0 | 1 | 3 | 2  | 9  | −7 | 1 |

| 15          | 4 juni 2022 | Surinam                | 1 – 1           | Jamaica              | Frank Essed Stadion                                      |                                                          |
| 20:00 UTC−3 | 20:00 UTC−3 | Amal Knight 84′ (sjm.) | (0 – 1) Rapport | 39′ Junior Flemmings | Paramaribo Publik: 3 032 Domare: Selvin Brown (Honduras) | Paramaribo Publik: 3 032 Domare: Selvin Brown (Honduras) |
| 20:00 UTC−3 | 20:00 UTC−3 |                        |                 |                      | Paramaribo Publik: 3 032 Domare: Selvin Brown (Honduras) | Paramaribo Publik: 3 032 Domare: Selvin Brown (Honduras) |
| 20:00 UTC−3 | 20:00 UTC−3 |                        |                 |                      | Paramaribo Publik: 3 032 Domare: Selvin Brown (Honduras) | Paramaribo Publik: 3 032 Domare: Selvin Brown (Honduras) |

| 34          | 7 juni 2022 | Jamaica                                                | 3 – 1           | Surinam             | Independence Park                            |                                              |
| 20:00 UTC−5 | 20:00 UTC−5 | Ravel Morrison 16′ Junior Flemmings 43′ Jamal Lowe 70′ | (2 – 1) Rapport | 21′ Yanic Wildschut | Kingston Domare: Keylor Herrera (Costa Rica) | Kingston Domare: Keylor Herrera (Costa Rica) |
| 20:00 UTC−5 | 20:00 UTC−5 |                                                        |                 |                     | Kingston Domare: Keylor Herrera (Costa Rica) | Kingston Domare: Keylor Herrera (Costa Rica) |
| 20:00 UTC−5 | 20:00 UTC−5 |                                                        |                 |                     | Kingston Domare: Keylor Herrera (Costa Rica) | Kingston Domare: Keylor Herrera (Costa Rica) |

| 51          | 11 juni 2022 | Mexiko                                                      | 3 – 0           | Surinam | Estadio Corona                            |                                           |
| 21:00 UTC−5 | 21:00 UTC−5  | Israel Reyes 4′ Henry Martín 40′ (str.) Érick Sánchez 90+4′ | (2 – 0) Rapport |         | Torreón Domare: Iván Barton (El Salvador) | Torreón Domare: Iván Barton (El Salvador) |
| 21:00 UTC−5 | 21:00 UTC−5  |                                                             |                 |         | Torreón Domare: Iván Barton (El Salvador) | Torreón Domare: Iván Barton (El Salvador) |
| 21:00 UTC−5 | 21:00 UTC−5  |                                                             |                 |         | Torreón Domare: Iván Barton (El Salvador) | Torreón Domare: Iván Barton (El Salvador) |

| 67          | 14 juni 2022 | Jamaica        | 1 – 1           | Mexiko          | Independence Park                        |                                          |
| 19:00 UTC−5 | 19:00 UTC−5  | Leon Bailey 4′ | (1 – 1) Rapport | 45+3′ Luis Romo | Kingston Domare: Bryan López (Guatemala) | Kingston Domare: Bryan López (Guatemala) |
| 19:00 UTC−5 | 19:00 UTC−5  |                |                 |                 | Kingston Domare: Bryan López (Guatemala) | Kingston Domare: Bryan López (Guatemala) |
| 19:00 UTC−5 | 19:00 UTC−5  |                |                 |                 | Kingston Domare: Bryan López (Guatemala) | Kingston Domare: Bryan López (Guatemala) |

| 69          | 23 mars 2023 | Surinam | 0 – 2           | Mexiko                                      | Frank Essed Stadion                         |                                             |
| 21:00 UTC−3 | 21:00 UTC−3  |         | (0 – 0) Rapport | 64′ Johan Vásquez 82′ (sjm.)Damil Dankerlui | Paramaribo Domare: Said Martínez (Honduras) | Paramaribo Domare: Said Martínez (Honduras) |
| 21:00 UTC−3 | 21:00 UTC−3  |         |                 |                                             | Paramaribo Domare: Said Martínez (Honduras) | Paramaribo Domare: Said Martínez (Honduras) |
| 21:00 UTC−3 | 21:00 UTC−3  |         |                 |                                             | Paramaribo Domare: Said Martínez (Honduras) | Paramaribo Domare: Said Martínez (Honduras) |

| 86          | 26 mars 2023 | Mexiko                                         | 2 – 2           | Jamaica                                          | Aztekastadion                           |                                         |
| 18:00 UTC−6 | 18:00 UTC−6  | Orbelín Pineda 17′ Hirving Lozano 45+2′ (str.) | (2 – 2) Rapport | 8′ Bobby Decordova-Reid 33′ (sjm.) Edson Álvarez | Mexico City Domare: Ismail Elfath (USA) | Mexico City Domare: Ismail Elfath (USA) |
| 18:00 UTC−6 | 18:00 UTC−6  |                                                |                 |                                                  | Mexico City Domare: Ismail Elfath (USA) | Mexico City Domare: Ismail Elfath (USA) |
| 18:00 UTC−6 | 18:00 UTC−6  |                                                |                 |                                                  | Mexico City Domare: Ismail Elfath (USA) | Mexico City Domare: Ismail Elfath (USA) |

### Grupp B
| Nr | Lag        | S | V | O | F | GM | IM | MS | P  |
| -- | ---------- | - | - | - | - | -- | -- | -- | -- |
| 1  | Panama     | 4 | 3 | 1 | 0 | 8  | 0  | +8 | 10 |
| 2  | Costa Rica | 4 | 2 | 0 | 2 | 4  | 4  | 0  | 6  |
| 3  | Martinique | 4 | 0 | 1 | 3 | 1  | 9  | −8 | 1  |

| 4           | 2 juni 2022 | Panama                               | 2 – 0           | Costa Rica | Estadio Rommel Fernández                        |                                                 |
| 18:30 UTC−5 | 18:30 UTC−5 | Ismael Díaz 52′ Cecilio Waterman 75′ | (0 – 0) Rapport |            | Panama City Domare: Fernando Hernández (Mexiko) | Panama City Domare: Fernando Hernández (Mexiko) |
| 18:30 UTC−5 | 18:30 UTC−5 |                                      |                 |            | Panama City Domare: Fernando Hernández (Mexiko) | Panama City Domare: Fernando Hernández (Mexiko) |
| 18:30 UTC−5 | 18:30 UTC−5 |                                      |                 |            | Panama City Domare: Fernando Hernández (Mexiko) | Panama City Domare: Fernando Hernández (Mexiko) |

| 18          | 5 juni 2022 | Costa Rica                            | 2 – 0           | Martinique | Estadio Nacional                                      |                                                       |
| 11:00 UTC−6 | 11:00 UTC−6 | Joel Campbell 28′ Francisco Calvo 88′ | (1 – 0) Rapport |            | San José Domare: Walter López Castellanos (Guatemala) | San José Domare: Walter López Castellanos (Guatemala) |
| 11:00 UTC−6 | 11:00 UTC−6 |                                       |                 |            | San José Domare: Walter López Castellanos (Guatemala) | San José Domare: Walter López Castellanos (Guatemala) |
| 11:00 UTC−6 | 11:00 UTC−6 |                                       |                 |            | San José Domare: Walter López Castellanos (Guatemala) | San José Domare: Walter López Castellanos (Guatemala) |

| 41          | 9 juni 2022 | Panama                                                                               | 5 – 0           | Martinique | Estadio Rommel Fernández                         |                                                  |
| 19:00 UTC−5 | 19:00 UTC−5 | Gabriel Torres 6′ Karl Vitulin 15′ (sjm.) Fidel Escobar 56′ Yoel Bárcenas 85′, 90+3′ | (2 – 0) Rapport |            | Panama City Domare: Ismael Cornejo (El Salvador) | Panama City Domare: Ismael Cornejo (El Salvador) |
| 19:00 UTC−5 | 19:00 UTC−5 |                                                                                      |                 |            | Panama City Domare: Ismael Cornejo (El Salvador) | Panama City Domare: Ismael Cornejo (El Salvador) |
| 19:00 UTC−5 | 19:00 UTC−5 |                                                                                      |                 |            | Panama City Domare: Ismael Cornejo (El Salvador) | Panama City Domare: Ismael Cornejo (El Salvador) |

| 56          | 12 juni 2022 | Martinique | 0 – 0   | Panama | Stade Pierre-Aliker                               |                                                   |
| 18:00 UTC−4 | 18:00 UTC−4  |            | Rapport |        | Fort-de-France Domare: Fernando Guerrero (Mexiko) | Fort-de-France Domare: Fernando Guerrero (Mexiko) |
| 18:00 UTC−4 | 18:00 UTC−4  |            |         |        | Fort-de-France Domare: Fernando Guerrero (Mexiko) | Fort-de-France Domare: Fernando Guerrero (Mexiko) |
| 18:00 UTC−4 | 18:00 UTC−4  |            |         |        | Fort-de-France Domare: Fernando Guerrero (Mexiko) | Fort-de-France Domare: Fernando Guerrero (Mexiko) |

| 81          | 25 mars 2023 | Martinique        | 1 – 2           | Costa Rica                               | Stade Pierre-Aliker                          |                                              |
| 19:00 UTC−4 | 19:00 UTC−4  | Mickaël Biron 18′ | (1 – 0) Rapport | 88′ Aarón Suárez 90+2′ Anthony Contreras | Fort-de-France Domare: Drew Fischer (Kanada) | Fort-de-France Domare: Drew Fischer (Kanada) |
| 19:00 UTC−4 | 19:00 UTC−4  |                   |                 |                                          | Fort-de-France Domare: Drew Fischer (Kanada) | Fort-de-France Domare: Drew Fischer (Kanada) |
| 19:00 UTC−4 | 19:00 UTC−4  |                   |                 |                                          | Fort-de-France Domare: Drew Fischer (Kanada) | Fort-de-France Domare: Drew Fischer (Kanada) |

| 98          | 28 mars 2023 | Costa Rica | 0 – 1           | Panama           | Estadio Nacional                             |                                              |
| 20:00 UTC−6 | 20:00 UTC−6  |            | (0 – 0) Rapport | 77′ José Fajardo | San José Domare: César Arturo Ramos (Mexiko) | San José Domare: César Arturo Ramos (Mexiko) |
| 20:00 UTC−6 | 20:00 UTC−6  |            |                 |                  | San José Domare: César Arturo Ramos (Mexiko) | San José Domare: César Arturo Ramos (Mexiko) |
| 20:00 UTC−6 | 20:00 UTC−6  |            |                 |                  | San José Domare: César Arturo Ramos (Mexiko) | San José Domare: César Arturo Ramos (Mexiko) |

### Grupp C
| Nr | Lag      | S | V | O | F | GM | IM | MS | P |
| -- | -------- | - | - | - | - | -- | -- | -- | - |
| 1  | Kanada   | 4 | 3 | 0 | 1 | 11 | 3  | +8 | 9 |
| 2  | Honduras | 4 | 2 | 0 | 2 | 5  | 7  | −2 | 6 |
| 3  | Curaçao  | 4 | 1 | 0 | 3 | 2  | 8  | −6 | 3 |

| 12          | 3 juni 2022 | Curaçao | 0 – 1           | Honduras       | Stadion Ergilio Hato                          |                                               |
| 20:00 UTC−4 | 20:00 UTC−4 |         | (0 – 1) Rapport | 23′ José Pinto | Willemstad Domare: Daneon Parchment (Jamaica) | Willemstad Domare: Daneon Parchment (Jamaica) |
| 20:00 UTC−4 | 20:00 UTC−4 |         |                 |                | Willemstad Domare: Daneon Parchment (Jamaica) | Willemstad Domare: Daneon Parchment (Jamaica) |
| 20:00 UTC−4 | 20:00 UTC−4 |         |                 |                | Willemstad Domare: Daneon Parchment (Jamaica) | Willemstad Domare: Daneon Parchment (Jamaica) |

| 30          | 6 juni 2022 | Honduras            | 1 – 2           | Curaçao                                     | Estadio Olímpico Metropolitano                            |                                                           |
| 20:00 UTC−6 | 20:00 UTC−6 | Romell Quioto 90+4′ | (0 – 1) Rapport | 34′ Leandro Bacuna 82′ Anthony van den Hurk | San Pedro Sula Domare: Juan Gabriel Calderón (Costa Rica) | San Pedro Sula Domare: Juan Gabriel Calderón (Costa Rica) |
| 20:00 UTC−6 | 20:00 UTC−6 |                     |                 |                                             | San Pedro Sula Domare: Juan Gabriel Calderón (Costa Rica) | San Pedro Sula Domare: Juan Gabriel Calderón (Costa Rica) |
| 20:00 UTC−6 | 20:00 UTC−6 |                     |                 |                                             | San Pedro Sula Domare: Juan Gabriel Calderón (Costa Rica) | San Pedro Sula Domare: Juan Gabriel Calderón (Costa Rica) |

| 42          | 9 juni 2022 | Kanada                                                                 | 4 – 0           | Curaçao | BC Place                                            |                                                     |
| 19:30 UTC−7 | 19:30 UTC−7 | Alphonso Davies 27′ (str.), 71′ Steven Vitória 42′ Lucas Cavallini 85′ | (2 – 0) Rapport |         | Vancouver Publik: 17 216 Domare: Nima Saghafi (USA) | Vancouver Publik: 17 216 Domare: Nima Saghafi (USA) |
| 19:30 UTC−7 | 19:30 UTC−7 |                                                                        |                 |         | Vancouver Publik: 17 216 Domare: Nima Saghafi (USA) | Vancouver Publik: 17 216 Domare: Nima Saghafi (USA) |
| 19:30 UTC−7 | 19:30 UTC−7 |                                                                        |                 |         | Vancouver Publik: 17 216 Domare: Nima Saghafi (USA) | Vancouver Publik: 17 216 Domare: Nima Saghafi (USA) |

| 61          | 13 juni 2022 | Honduras                           | 2 – 1           | Kanada             | Estadio Olímpico Metropolitano                   |                                                  |
| 20:00 UTC−6 | 20:00 UTC−6  | Kevin López 13′ Kervin Arriaga 78′ | (1 – 0) Rapport | 86′ Jonathan David | San Pedro Sula Domare: Mario Escobar (Guatemala) | San Pedro Sula Domare: Mario Escobar (Guatemala) |
| 20:00 UTC−6 | 20:00 UTC−6  |                                    |                 |                    | San Pedro Sula Domare: Mario Escobar (Guatemala) | San Pedro Sula Domare: Mario Escobar (Guatemala) |
| 20:00 UTC−6 | 20:00 UTC−6  |                                    |                 |                    | San Pedro Sula Domare: Mario Escobar (Guatemala) | San Pedro Sula Domare: Mario Escobar (Guatemala) |

| 80          | 25 mars 2023 | Curaçao | 0 – 2           | Kanada                            | Ergilio Hato Stadium                                  |                                                       |
| 21:00 UTC−4 | 21:00 UTC−4  |         | (0 – 2) Rapport | 23′ Jonathan David 43′ Cyle Larin | Willemstad Domare: Juan Gabriel Calderón (Costa Rica) | Willemstad Domare: Juan Gabriel Calderón (Costa Rica) |
| 21:00 UTC−4 | 21:00 UTC−4  |         |                 |                                   | Willemstad Domare: Juan Gabriel Calderón (Costa Rica) | Willemstad Domare: Juan Gabriel Calderón (Costa Rica) |
| 21:00 UTC−4 | 21:00 UTC−4  |         |                 |                                   | Willemstad Domare: Juan Gabriel Calderón (Costa Rica) | Willemstad Domare: Juan Gabriel Calderón (Costa Rica) |

| 97          | 28 mars 2023 | Kanada                                                    | 4 – 1           | Honduras           | BMO Field                                 |                                           |
| 20:00 UTC−4 | 20:00 UTC−4  | Cyle Larin 9′, 12′ Jonathan David 50′ Jonathan Osorio 80′ | (2 – 0) Rapport | 73′ Jorge Benguché | Toronto Domare: Iván Barton (El Salvador) | Toronto Domare: Iván Barton (El Salvador) |
| 20:00 UTC−4 | 20:00 UTC−4  |                                                           |                 |                    | Toronto Domare: Iván Barton (El Salvador) | Toronto Domare: Iván Barton (El Salvador) |
| 20:00 UTC−4 | 20:00 UTC−4  |                                                           |                 |                    | Toronto Domare: Iván Barton (El Salvador) | Toronto Domare: Iván Barton (El Salvador) |

### Grupp D
| Nr | Lag         | S | V | O | F | GM | IM | MS  | P  |
| -- | ----------- | - | - | - | - | -- | -- | --- | -- |
| 1  | USA         | 4 | 3 | 1 | 0 | 14 | 2  | +12 | 10 |
| 2  | El Salvador | 4 | 1 | 2 | 1 | 6  | 5  | +1  | 5  |
| 3  | Grenada     | 4 | 0 | 1 | 3 | 4  | 17 | −13 | 1  |

| 17          | 4 juni 2022 | Grenada                                          | 3 – 1   | El Salvador          | Estadio Cuscatlán                               |                                                 |
| 20:00 UTC−6 | 20:00 UTC−6 | Nelson Bonilla 2′, 43′ A. J. Paterson 55′ (sjm.) | Rapport | 4′ Alexander McQueen | San Salvador Domare: Enrique Santander (Mexiko) | San Salvador Domare: Enrique Santander (Mexiko) |
| 20:00 UTC−6 | 20:00 UTC−6 |                                                  |         |                      | San Salvador Domare: Enrique Santander (Mexiko) | San Salvador Domare: Enrique Santander (Mexiko) |
| 20:00 UTC−6 | 20:00 UTC−6 |                                                  |         |                      | San Salvador Domare: Enrique Santander (Mexiko) | San Salvador Domare: Enrique Santander (Mexiko) |

| 30          | 7 juni 2022 | El Salvador                                   | 2 – 2           | Grenada                                     | Kirani James Athletic Stadium                    |                                                  |
| 19:00 UTC−4 | 19:00 UTC−4 | Jacob Berkeley-Agyepong 29′ Jamal Charles 54′ | (1 – 1) Rapport | 35′ (str.) Alexander Larín 88′ Cristian Gil | Saint George's Domare: José Torres (Puerto Rico) | Saint George's Domare: José Torres (Puerto Rico) |
| 19:00 UTC−4 | 19:00 UTC−4 |                                               |                 |                                             | Saint George's Domare: José Torres (Puerto Rico) | Saint George's Domare: José Torres (Puerto Rico) |
| 19:00 UTC−4 | 19:00 UTC−4 |                                               |                 |                                             | Saint George's Domare: José Torres (Puerto Rico) | Saint George's Domare: José Torres (Puerto Rico) |

| 46          | 10 juni 2022 | USA                                                | 5 – 0           | Grenada | Q2 Stadium                                             |                                                        |
| 21:00 UTC−5 | 21:00 UTC−5  | Jesús Ferreira 43′, 54′, 56′, 78′ Paul Arriola 62′ | (1 – 0) Rapport |         | Austin Publik: 20 500 Domare: Said Martínez (Honduras) | Austin Publik: 20 500 Domare: Said Martínez (Honduras) |
| 21:00 UTC−5 | 21:00 UTC−5  |                                                    |                 |         | Austin Publik: 20 500 Domare: Said Martínez (Honduras) | Austin Publik: 20 500 Domare: Said Martínez (Honduras) |
| 21:00 UTC−5 | 21:00 UTC−5  |                                                    |                 |         | Austin Publik: 20 500 Domare: Said Martínez (Honduras) | Austin Publik: 20 500 Domare: Said Martínez (Honduras) |

| 68          | 14 juni 2022 | El Salvador         | 1 – 1           | USA                 | Estadio Cuscatlán                                |                                                  |
| 20:00 UTC−6 | 20:00 UTC−6  | Alexander Larín 35′ | (1 – 0) Rapport | 90+1′ Jordan Morris | San Salvador Domare: César Arturo Ramos (Mexiko) | San Salvador Domare: César Arturo Ramos (Mexiko) |
| 20:00 UTC−6 | 20:00 UTC−6  |                     |                 |                     | San Salvador Domare: César Arturo Ramos (Mexiko) | San Salvador Domare: César Arturo Ramos (Mexiko) |
| 20:00 UTC−6 | 20:00 UTC−6  |                     |                 |                     | San Salvador Domare: César Arturo Ramos (Mexiko) | San Salvador Domare: César Arturo Ramos (Mexiko) |

| 74          | 24 mars 2023 | Grenada             | 1 – 7           | USA | Kirani James Athletic Stadium                     |                                                   |
| 20:00 UTC−4 | 20:00 UTC−4  | Myles Hippolyte 32′ | (1 – 4) Rapport | 4′, 53′ Ricardo Pepi 20′ Brenden Aaronson 31′, 34′ Weston McKennie 49′ Christian Pulisic 72′ Alejandro Zendejas | Saint George's Domare: Daneon Parchment (Jamaica) | Saint George's Domare: Daneon Parchment (Jamaica) |
| 20:00 UTC−4 | 20:00 UTC−4  |                     |                 | | Saint George's Domare: Daneon Parchment (Jamaica) | Saint George's Domare: Daneon Parchment (Jamaica) |
| 20:00 UTC−4 | 20:00 UTC−4  |                     |                 | | Saint George's Domare: Daneon Parchment (Jamaica) | Saint George's Domare: Daneon Parchment (Jamaica) |

| 91          | 27 mars 2023 | USA              | 1 – 0           | El Salvador | Exploria Stadium                          |                                           |
| 19:30 UTC−4 | 19:30 UTC−4  | Ricardo Pepi 62′ | (0 – 0) Rapport |             | Orlando Domare: Mario Escobar (Guatemala) | Orlando Domare: Mario Escobar (Guatemala) |
| 19:30 UTC−4 | 19:30 UTC−4  |                  |                 |             | Orlando Domare: Mario Escobar (Guatemala) | Orlando Domare: Mario Escobar (Guatemala) |
| 19:30 UTC−4 | 19:30 UTC−4  |                  |                 |             | Orlando Domare: Mario Escobar (Guatemala) | Orlando Domare: Mario Escobar (Guatemala) |

## Slutspel

### Seeding
| Nr | Lag (grupp) | S | V | O | F | GM | IM | MS  | P  |
| -- | ----------- | - | - | - | - | -- | -- | --- | -- |
| 1  | USA (D)     | 4 | 3 | 1 | 0 | 14 | 2  | +12 | 10 |
| 2  | Panama (B)  | 4 | 3 | 1 | 0 | 8  | 0  | +8  | 10 |
| 3  | Kanada (C)  | 4 | 3 | 0 | 1 | 11 | 3  | +8  | 9  |
| 4  | Mexiko (A)  | 4 | 2 | 2 | 0 | 8  | 3  | +5  | 8  |

### Slutspelsträd
|  | Semifinaler  | Semifinaler  |   |              | Final        | Final |  |
|  |              |              |   |              |              |       |  |
|  | 15 juni 2023 |              |   |              |              |       |  |
|  | 2 Panama     | 0            |   |              |              |       |  |
|  | 3 Kanada     | 2            |   |              |              |       |  |
|  |              |              |   |              |              |       |  |
|  |              |              |   |              | 18 juni 2023 |       |  |
|  |              |              |   |              | 3 Kanada     | 0     |  |
|  |              | 1 USA        | 2 |              |              |       |  |
|  |              |              |   |              |              |       |  |
|  |              |              |   |              |              |       |  |
|  |              |              |   |              | Bronsmatch   |       |  |
|  | 15 juni 2023 | 15 juni 2023 |   | 18 juni 2023 | 18 juni 2023 |       |  |
|  | 1 USA        | 3            |   | 2 Panama     | 0            |       |  |
|  | 4 Mexiko     | 0            |   |              | 4 Mexiko     | 1     |  |

### Semifinaler
|             | 15 juni 2023 | Panama | 0 – 2           | Kanada                                 | Allegiant Stadium                                   |                                                     |
| 16:00 UTC−7 | 16:00 UTC−7  |        | (0 – 1) Rapport | 25′ Jonathan David 70′ Alphonso Davies | Paradise Domare: Juan Gabriel Calderón (Costa Rica) | Paradise Domare: Juan Gabriel Calderón (Costa Rica) |
| 16:00 UTC−7 | 16:00 UTC−7  |        |                 |                                        | Paradise Domare: Juan Gabriel Calderón (Costa Rica) | Paradise Domare: Juan Gabriel Calderón (Costa Rica) |
| 16:00 UTC−7 | 16:00 UTC−7  |        |                 |                                        | Paradise Domare: Juan Gabriel Calderón (Costa Rica) | Paradise Domare: Juan Gabriel Calderón (Costa Rica) |

|             | 15 juni 2023 | USA                                         | 3 – 0           | Mexiko | Allegiant Stadium                          |                                            |
| 19:00 UTC−7 | 19:00 UTC−7  | Christian Pulisic 37′, 43′ Ricardo Pepi 79′ | (2 – 0) Rapport |        | Paradise Domare: Iván Barton (El Salvador) | Paradise Domare: Iván Barton (El Salvador) |
| 19:00 UTC−7 | 19:00 UTC−7  |                                             |                 |        | Paradise Domare: Iván Barton (El Salvador) | Paradise Domare: Iván Barton (El Salvador) |
| 19:00 UTC−7 | 19:00 UTC−7  |                                             |                 |        | Paradise Domare: Iván Barton (El Salvador) | Paradise Domare: Iván Barton (El Salvador) |

### Bronsmatch
|             | 18 juni 2023 | Panama | 0 – 1           | Mexiko            | Allegiant Stadium                           |                                             |
| 15:00 UTC−7 | 15:00 UTC−7  |        | (0 – 1) Rapport | 4′ Jesús Gallardo | Paradise Domare: Daneon Parchment (Jamaica) | Paradise Domare: Daneon Parchment (Jamaica) |
| 15:00 UTC−7 | 15:00 UTC−7  |        |                 |                   | Paradise Domare: Daneon Parchment (Jamaica) | Paradise Domare: Daneon Parchment (Jamaica) |
| 15:00 UTC−7 | 15:00 UTC−7  |        |                 |                   | Paradise Domare: Daneon Parchment (Jamaica) | Paradise Domare: Daneon Parchment (Jamaica) |

### Final
|             | 18 juni 2023 | Kanada | 0 – 2           | USA                                    | Allegiant Stadium                         |                                           |
| 17:30 UTC−7 | 17:30 UTC−7  |        | (0 – 2) Rapport | 12′ Chris Richards 34′ Folarin Balogun | Paradise Domare: Saíd Martínez (Honduras) | Paradise Domare: Saíd Martínez (Honduras) |
| 17:30 UTC−7 | 17:30 UTC−7  |        |                 |                                        | Paradise Domare: Saíd Martínez (Honduras) | Paradise Domare: Saíd Martínez (Honduras) |
| 17:30 UTC−7 | 17:30 UTC−7  |        |                 |                                        | Paradise Domare: Saíd Martínez (Honduras) | Paradise Domare: Saíd Martínez (Honduras) |